# Scufundare la altitudine

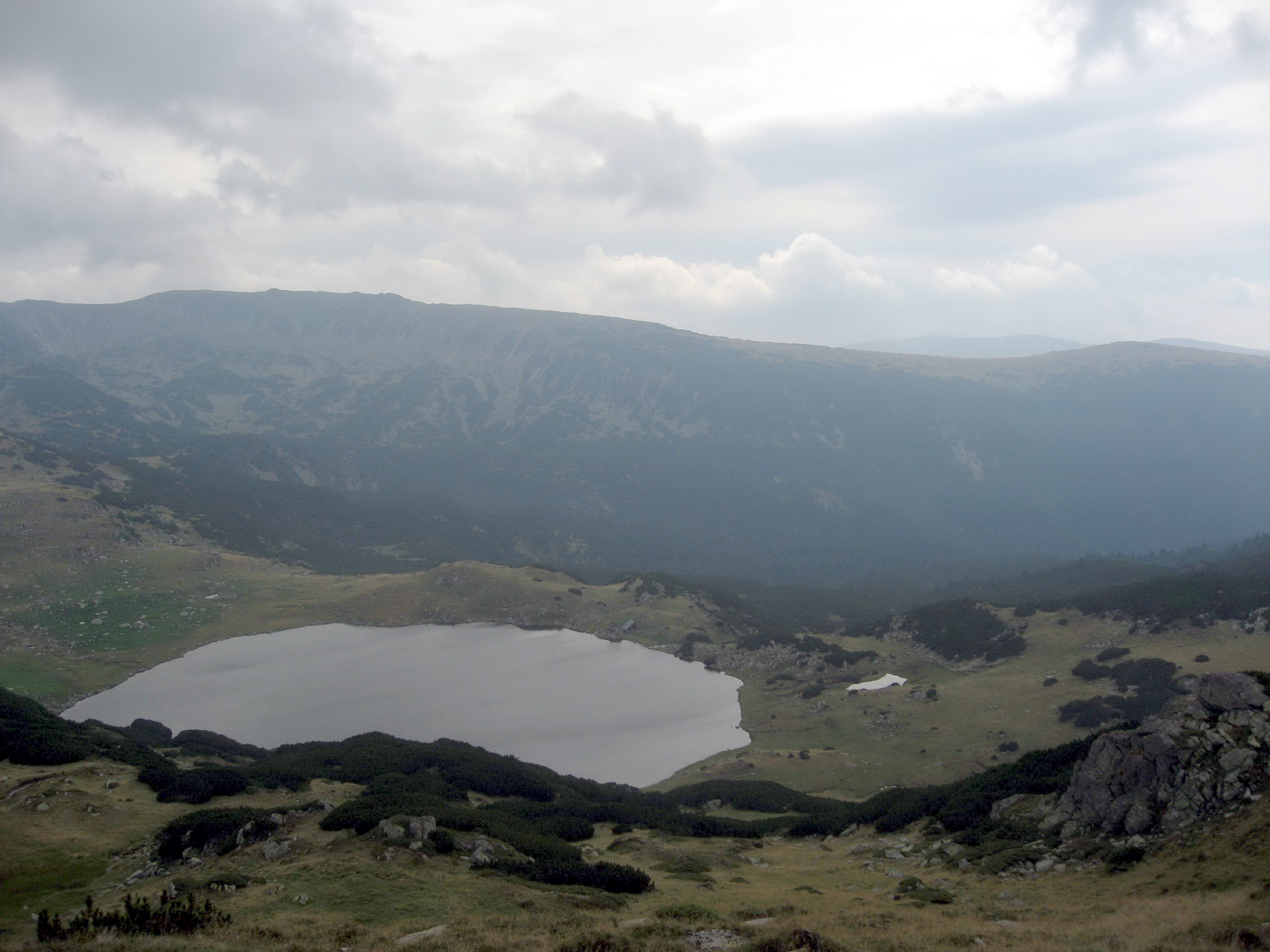
Lacul Zănoaga din Munţii Făgăraş

Scufundarea la altitudine este scufundarea efectuată cu aparat autonom de respirat sub apă în medii acvatice (lacuri naturale și lacuri artificiale) situate la diferite altitudini deasupra nivelului mării. În general, se consideră că scufundarea este efectuată la altitudine atunci când mediul acvatic se află la o altitudine mai mare de 300 m. Determinarea corectă a altitudinii se face cu ajutorul unui altimetru.
Lacurile naturale cele mai propice efectuării de scufundări la altitudine sunt lacurile de munte, în special lacurile glaciare. 
Lacurile glaciare sunt formate în circurile sau văile glaciare sub acțiunea
ghețarilor.
Majoritatea lacurilor glaciare din România sunt situate la altitudini cuprinse între 1900 m și 2000 m. Extremitatea altitudinală este dată de lacul Capra din Munții Făgăraș, situat la 2230 m deasupra nivelului mării și având adâncimea de 8 m. Cel mai adânc lac glaciar este lacul Zănoaga din munții Retezat cu adâncimea de 29 m, la altitudinea de 2010 m.
Lacurile artificiale adecvate pentru scufundări la altitudine sunt în special cele de acumulare răspândite în tot lanțul carpatic. Dintre acestea, lacul Galbenu din munții Parâng este situat la cea mai mare altitudine, 1304 m și are adâncimea de 49 m.

## Particularități ale scufundării la altitudine
Efectuarea de scufundări la altitudine prezintă unele dificultăți față de scufundarea la nivelul mării, cum ar fi:
- presiune atmosferică mai mică
- utilizarea de tabele de decompresie specializate
- corectarea indicației profundimetrului
- temperatura apei este mai scăzută

### Presiunea atmosferică la altitudine
La altitudine presiunea atmosferică este mai scăzută decât la nivelul mării și din ce în ce mai puțin densă (mai rarefiată) o dată cu creșterea altitudinii. 
Presiunea atmosferică scade cu 0,1 bar pentru fiecare 1000 m, până la altitudinea de 5000 m. 
Astfel, la altitudinea de 500 m, presiunea atmosferică este de 0,95 ata, la 1000 m este de 0,9 ata, la 1500 m de 0,85 ata, la 2000 m de 0,8 ata, iar la 2500 m de 0,75 ata, ș.a.m.d.
În tabelul următor se pot vedea presiunile absolute (bar.abs) pentru diferite adâncimi la nivelul mării și în lac aflat la altitudinea de 2500 m.  
| Adâncime  | În mare | Lac la altitudinea de 2500 m |
| --------- | ------- | ---------------------------- |
| suprafață | 1 bar   | 0,75 bar                     |
| 9 m       | 1,9 bar | 1,65 bar                     |
| 18 m      | 2,8 bar | 2,55 bar                     |
| 27 m      | 3,7 bar | 3,45 bar                     |

Pentru adâncime egală de scufundare, presiunea absolută nu este aceeași în cazul scufundării la altitudine, de aceea dizolvarea gazelor în țesuturi este diferită.

### Utilizarea tabelelor de decompresie
Scufundările la altitudine se efectuează în siguranță prin utilizarea unor tabele de decompresie specializate cum sunt tabelele Bühlmann-700 și Bühlmann-1500 pentru scufundări până la altitudinea de 700 m și respectiv 1500 m. Aceste tabele au fost realizate de către medicul și fiziologul elvețian Albert A. Bühlmann în anul 1972.
Scufundările efectuate sub curba de securitate ale tabelului Bühlmann-1500, sunt valabile până la altitudinea de 2500 m.
Se pot utiliza și alte tabele de scufundare cu aer cum ar fi tabelele de decompresie cu aer LH - 82, elaborate și testate în cadrul Laboratorului Hiperbar de pe lângă Centrul de Scafandri Constanța în anul 1982, însă în prealabil trebuie să se determine adâncimea echivalentă a scufundării la altitudine, prin referirea la o „adâncime fictivă” din tabelul LH-82. În acest caz, adâncimea fictivă este întotdeauna mai mare decât adâncimea reală a scufundării la altitudine.

### Corectarea indicației profundimetrului
Folosirea profundimetrelor de tip tub Bourdon și cu membrană elastică pentru determinarea adâncimii, necesită calcularea unor ajustări pentru compensarea adâncimii, deoarece acestea sunt calibrate la nivelul mării. Utilizarea unui calculator de scufundare elimină aceste calcule, calculatorul afișând automat altitudinea, adâncimea, palierele, viteza de urcare corecte.

### Temperatura apei
În lacurile de munte apa se menține în general la temperaturi scăzute, chiar și vara nu depășește 10...15° C, din acest motiv scufundarea trebuie efectuată cu un costum de scufundare uscat, etanș sau minim cu un  costum umed din neopren.